# Еркесия
Еркесията (Думата „Еркесия“ е от тюркски произход и означава „земен прорез“ и се превежда като „голям окоп“, гръц. Големият окоп, Голямата ограда, Големият прекоп) е най-голямото и най-известното защитно землено укрепление на юг от река Дунав, в ареала на обширната територия на България през VIII – X век. Част е от системата от укрепени валове, изградени във всички гранични и буферни зони на българската държава. Валът е добре известен на повечето хронисти през средните векове, защото е действителна охраняема граница на България с Източната Римска империя (Византия). Освен военноотбранителната си функция, „Еркесията“ е и добре уредена митническа граница, през която се осъществяват търговските и културните връзки с Византия чак до XIV век.
Еркесията вероятно е споменатият от Скилица „Голям окоп“, до който достигнал император Никифор ІІ Фока при предприетата срещу България военна кампания през 967 г., но не се решил да го премине, а само изпратил писмо до цар Петър да не пропуска маджарите да нападат Византия.

## Местоположение
Това, което днес се обозначава с понятието Еркесия, братя Шкорпил назовават „Източна Еркесия“, за да го отграничат от дългия 64 км вал между реките Сазлийска и Тунджа, който обозначават като „Западна Еркесия“. Те използват още едно отграничение на основния вал, който наричат „Царски“, от едно разклонение при Карнобат, което наричат „Цигански“.
Изкопът се намира от южната страна, а насипът е от северната страна, което показва, че населението, което е защитавал валът, е живеело северно от него. Според легендата валът е бил направен по заповед на хан Крум и за строежа е било събрано цялото работоспособно население от околните села, като децата са били оставени да бъдат гледани от най-старите жени, заради което се наложило бабите да наглеждат по 9 деца едновременно.
Съоръжението свързва Черноморското крайбрежие с долината на река Марица. Общата дължина на съоръжението от брега на Бургаското езеро (южно от днешния бургаски квартал Горно Езерово) до левия бряг на река Сазлийка (срещу село Калугерово) е 142 км, има максимална ширина 22 м, от които изкопът е 7 м, а насипът 15, височината на насипа е над 2 м и дълбочината на изкопа също толкова.

## Цел
Съоръжението маркира държавната граница между България и Византия, установена с подписването на мирния договор между хан Омуртаг и император Лъв V Арменец през 815 или 816 г. То е част от системата от укрепени валове, изградени във всички гранични и буферни зони на българската държава по онова време. Освен военноотбранителната си функция Еркесията е и добре уредена митническа граница, през която се осъществяват търговските и културните връзки с Византия до XIV век. Днес е паметник на културата с национално значение.